# 展覧会の絵 (冨田勲のアルバム)
『展覧会の絵』（てんらんかいのえ）は、冨田勲のシンセサイザー音楽としての2作目のアルバムである。日本では1975年2月25日に発売された。US盤のタイトルは『Pictures at an Exhibition』。 

## 概要
ヒットした前作『月の光』で発売元の米国及び日本でも知られるようになった冨田勲が、続けてリリースした作品。1975年8月16日付けのビルボード（クラシカル・チャート）で1位にランキングされている。原曲はモデスト・ムソルグスキー作曲のピアノ組曲『展覧会の絵』である。冨田自身の解説によると、前作の『月の光』の制作が14ヶ月かかっているのに対して、本作ではスピードを上げて7ヶ月で完成させたとのことである。

## 収録曲目/収録時間
ムソルグスキーによる原曲には5つの「プロムナード」があるが、本アルバムでは5つ目のプロムナードが省略されている。モーリス・ラヴェル編曲の「展覧会の絵」でも同様のことが行われている。他にも「サミュエル・ゴールデンベルクと～」の音程の変更、「ビドロ」を弱音で始めるなど、ピアノ原曲には無いラヴェル編曲版の特徴が表れている。
LPとCDでは、収録曲目の分類及び収録時間の表示が異なっている。LP（RVC-2073）のライナーノーツには曲番号は記載されておらず、時間はA/B各面の総収録時間のみ記載されている。一方、CDには後述の曲番号と収録時間が記載されている。なお、本項ではCD（R32C-1041）のライナーノーツに記述されている時間を記載しており、All Music Guide の収録時間とは異なっている。

### LP
A面
- プロムナード
- こびと
- プロムナード
- 古城
- プロムナード
- チュイルリーの庭
- ビドロ
- プロムナード
- 卵のからをつけたひなの踊り
  - 「ネコ」「ニワトリ」「ヒヨコ」の３つのキャラクターをシンセサイザーで表現しており、それらの音が左右のスピーカーをめまぐるしく移動することで、追いつ追われつの様子をユーモラスに表現している。

B面
- サミュエル・ゴールデンベルグとシュミュイレ
  - 原曲では、サミュエル・ゴールデンベルグが威圧的でシュミュイレが弱弱しい人物として描写されているが、本作ではその立場が逆転している様を描写している。（シュミイレの様な立場の弱い人物が集団で主張を行い、それに圧倒されたサミュエル・ゴールデンベルグが怯えた声で歌う、といった表現である）
- リモージュの市場
- カタコンベ
- バーバ・ヤーガの小屋
- キエフの大門

演奏時間 A=17:54 / B=19:08

### CD
1. プロムナード/こびと (4:44)
2. プロムナード/古城 (6:19)
3. プロムナード/チュイルリーの庭 (1:27)
4. ビドロ (3:17)
5. プロムナード/卵のからをつけたひなの踊り (2:05)
6. サミュエル・ゴールデンベルグとシュミュイレ (3:06)
7. リモージュの市場 (1:13)
8. カタコンブ(2:37)
9. 死せる言葉による死者への話しかけ (2:09)
10. バーバ・ヤーガの小屋 (3:43)
11. キエフの大門 (6:19)

## 使用した機器装置
| MOOG SYNTHESIZER                         | Quantity. |
| ---------------------------------------- | --------- |
| 914 Extended Range Fixed Filter Bank     | 1         |
| 904-A Voltage-Controlled Lowpass Filter  | 2         |
| 904-B Voltage-Controlled Highpass Filter | 1         |
| 904-C Filter Coupler                     | 1         |
| 901 Voltage-Controlled Oscillator        | 1         |
| 901-A Oscillator Controlled              | 3         |
| 901-B Oscillator                         | 9         |
| 911 Envelope Generator                   | 4         |
| 911-A Dual Trigger Delay                 | 1         |
| 902 Voltage-Controlled Amplifier         | 5         |
| 912 Envelope Follower                    | 1         |
| 984 Four-Channel Mixer                   | 1         |
| 960 Sequential Controller                | 2         |
| 961 Interface                            | 1         |
| 962 Sequential Switch                    | 2         |
| 950 Keyboard Controller                  | 1         |
| 6401 Bode Ring Modulator                 | 1         |
| TAPE RECORDER                            |           |
| Ampex MM-1100 16 tracks                  | 1         |
| Ampex AG-440 4 tracks (1/2")             | 1         |
| Sony TC-9040 4 tracks (1/4")             | 1         |
| Teac A-3340S 4 tracks (1/4")             | 1         |
| Teac 7030GSL 2 tracks                    | 1         |
| MIXER                                    |           |
| Sony Mx-16 (8-CH)                        | 2         |
| Sony Mx-12 (6-CH)                        | 2         |
| ACCESSORY                                |           |
| AKG BX20E Echo unit                      | 1         |
| Eventide Clockworks "Instant phaser"     | 1         |
| Binson Echorec "2"                       | 2         |
| Fender "Dimention IV"                    | 1         |
| Mellotron                                | 1         |